# Twinkle (canción)
«Twinkle» es el sencillo debut de TTS, la primera subunidad de Girls' Generation. Fue lanzado el 29 de abril de 2012 como parte de su miniálbum homónimo.

## Antecedentes y lanzamiento
Tras el anuncio del debut de TTS, SM Entertainment comenzó a publicar fotos conceptuales del grupo, que presentaban a las chicas con varias vestimentas y estilos de cabellos extraños.
La canción fue lanzada en varios portales de música el 29 de abril de 2012.

## Composición
Musicalmente, «Twinkle» es una canción dance pop, con influencias funk, electropop y gogó. Inspirada en canciones de artistas de renombre como Stevie Wonder, la canción presenta un ritmo inspirado en la década de 1970, en el que el trío muestra el poder de su voz. Líricamente, «Twinkle» habla sobre la capacidad de brillar entre la multitud, como se señala en el extracto, «Me destaco por completo [...] Brillo, por supuesto».

## Vídeo musical
Los teasers de Taeyeon, Tiffany y Seohyun fueron publicados el 25, 26 y 27 de abril de 2012, respectivamente. Mientras que el videoclip completo se lanzó el 30 de abril. Obtuvo más de un millón de visitas en las 24 horas de su publicación. Baekhyun, Kai, Sehun y Chanyeol de EXO aparecieron en él.

## Posicionamiento en listas
| Lista (2012)                                   | Mejor posición |
| ---------------------------------------------- | -------------- |
| Corea del Sur (Gaon Digital Chart)             | 1              |
| Corea del Sur (K-pop Hot 100)                  | 2              |
| Estados Unidos (Billboard World Digital Songs) | 4              |